# Fruzhin
Fruzhin (en bulgare : Фружин) est un noble bulgare du XVe siècle qui combattit activement contre la conquête ottomane du Second Empire bulgare. 
Né vers 1380 et mort vers 1460, ce fils d'un des derniers tsars bulgares, Ivan Chichman, a co-organisé le soulèvement dit de Constantin et Fruzhin (en) avec Constantin II.